# فرانسیس گالتون
سر فرانسیس گالتون (به انگلیسی: Sir Francis Galton)، (۱۸۲۲–۱۹۱۱))، مخترع، جغرافی‌دان، هواشناس، جستجوگر مناطق حاره‌ای، از پیشگامان علم ژنتیک، مردم‌شناس و آماردان بود. او پسرعمهٔ چارلز داروین بود.
او بنیان‌گذار علم اصلاح نژاد (اصلاح نژاد انسان) بود که در آن اعتقاد بر این است برخی از نژادها بر برخی دیگر برتری دارند. او را پدر آزمون هوش نامیده‌اند، اختراع انگشت‌نگاری را اغلب به او نسبت داده‌اند و تحلیل آماری به روش امروزی از دیگر ابداعات اوست.
او در طول عمر خود، ۳۴۰ مقاله و کتاب ارائه داد. او همچنین مفهوم همبستگی و گسترش همه جانبهٔ رگرسیون حول میانگین را ارائه کرد.

## زندگی
در روز ۱۶ فوریه سال ۱۸۲۲ در شهر بیرمنگام انگلیس دیده بر جهان گشود وی کوچک‌ترین فرزند، از نُه فرزند خانواده بود. پدرش بانکدار موفقی بود که خانواده ثروتمند و دارای مقام برجسته اجتماعی او اشخاص مهم در همه زمینه‌ها عمده نفوذ دولت، کلیسا و ارتش را شامل می‌شد.
گالتون در ۱۶ سالگی، با اصرار پدرش، تحصیل پزشکی را در بیمارستان عمومی بیرمنگام شروع کرد. او به عنوان کارآموز برای پزشکان کار می‌کرد؛ قرص‌ها را توزیع می‌کرد، کتاب‌های پزشکی را مطالعه می‌کرد، شکسته بندی می‌کرد، انگشتان را قطع می‌کرد، دندان می‌کشید، به کودکان واکسن می‌زد، با خواندن آثار کلاسیک خود را سرگرم می‌ساخت. اما، روی هم رفته تجربه خوشایندی نبود و تنها فشار مداوم پدرش او را در آنجا نگه می‌داشت.
یک حادثه در اثنای این کارآموزی پزشکی کنجکاوی ذهنی گالتون را نشان می‌دهد. گالتون می‌خواست تأثیر داروهای گوناگون در داروخانه را یاد بگیرد، لذا شروع کرد به خوردن دوز اندکی از هر دارو و یادداشت کردن واکنش خود، این کار را به شیوه‌ای نظام یافته با داروهایی شروع کرد که زیر حرف «A» قرار داشتند.
این ماجراجویی علمی به حرف «C» یعنی خوردن روغن کرچک هندی، اسهال‌آور قوی، پایان یافت.

گالتون پس از یکسال خدمت در بیمارستان، تحصیلات پزشکی خود را در کینگز کالج لندن ادامه داد. یکسال بعد نقشه‌اش عوض شد و در ترینیتی کالج دانشگاه کمبریج ثبت نام کرد و در آنجا با مجسمه نیم‌تنه‌ای از اسحاق نیوتن در مقابل بخاری دیواریش علاقه خود را به ریاضیات دنبال کرد.
اگرچه آشفتگی‌های ذهنی شدید در کار او وقفه ایجاد کردند، سرانجام توانست درجه دکترای خود را بگیرد. دوباره به تحصیل پزشکی، که حالا به نحو شدید از آن متنفر بود، برگشت، تا اینکه مرگ پدر، او را از این حرفه خلاص کرد!
او در سال ۱۹۰۹، عنوان سر را دریافت کرد و در ۱۷ ژانویه سال ۱۹۱۱ در سن ۸۸ سالگی درگذشت.

## فعالیت‌های علمی
گالتون همچنین بنیانگذار و نامگذاری‌کننده علم یوژنیک (بهسازی و اصلاح نژاد) انسانی است.
او اولین کسی بود که روش‌های آماری را در مطالعه تفاوت‌های انسان‌ها و میراث بری هوش، مطرح کردن استفاده از پرسشنامه و بررسی یک مجموعه داده بر اساس اجتماع انسانی، که در ژن‌شناسی و کارهای بیوگرافی و مطالعات آنتروپی استفاده می‌شود، به کار بست.
او از پیشگامان علم تغییرات ژنتیکی و تکامل جامعه در طولانی مدت بود، که در واقع معرفی اصطلاح و عبارت‌سازی «ذات در برابر تربیت»، کتاب (Hereditary Genius (۱۸۶۹، اولین تلاش در مطالعه معتبر و ماهرانه در علوم اجتماعی بود.
وی با تحقیق بر روی مغز دریافت که جزئیات هر موضوع با کدگذاری آن در مغز انجام می‌پذیرد، دلایل ما برای چرایی‌ها و تفکرات ذهنی مانند تصورات ذهنی.
در سال ۱۸۶۰ به حدس‌هایی دربارهٔ انحراف استاندارد دست یافت.
او مخترع استفاده از رگرسیون خطی بود و از اولین کسانی بود که به شرح و توصیف پدیده‌های طبیعی رایج با رگرسیون حول میانگین دست زد، چنانچه آزمایش‌های ابتدایی اش روی اندازه و ابعاد دانه بر روی نسل موروثی نخود فرنگی شیرین انجام داد.
در سال‌های ۱۸۷۰ و ۱۸۸۰ او از پیشگامان استفاده از توزیع نرمال برای برازش یک هیستوگرامِ یک داده‌های واقعی طبقه‌بندی شده.
مخترع دو بازی با نامهای:
- (Quincunx) یا جعبه گالتون یا ماشین نخود فرنگی که برای شرح تئوری حد مرکزی و توزیع نرمال.
- بازی سرگرم‌کننده‌ای به نامه Pachinko، که ماشین نخود به عنوان ابزاری برای بیان قانون خطا و توزیع نرمال بکار می‌رود.

او همچنین به کشف ویژگی‌های توزیع نرمال دو متغیره و ارتباط آن با آنالیز رگرسیون پرداخت.

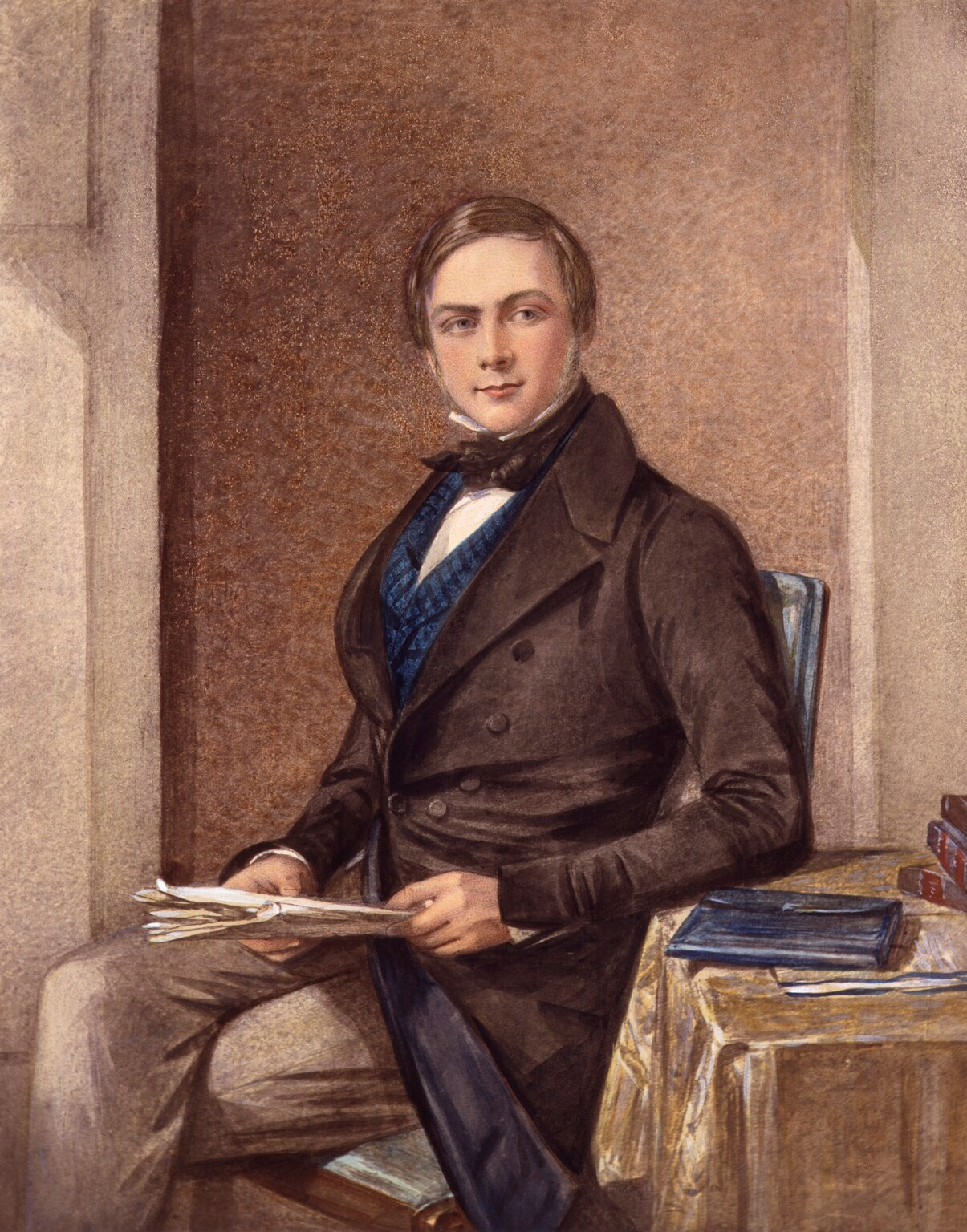
پرتره گالتون توسط اوکتاویوس اوکلی، ۱۸۴۰

گالتون با کارهای خود دربارهٔ مسائل مربوط به وراثت ذهنی و تفاوت‌های فردی در ظرفیت یا توان انسانی، روح تکامل را به نحو مؤثر در روان‌شناسی دمید.
پیش از تلاش‌های گالتون، پدیده تفاوت‌های فردی به عنوان موضوعی مناسب برای مطالعه در روان‌شناسی مورد توجه قرار نگرفته بود.
در این زمینه تنها تلاش‌های پراکنده‌ای، به ویژه توسط وبر، فخنر و هلمهولتز صورت گرفته بود.

این افراد در نتایج آزمایشی خود تفاوت‌های فردی را گزارش کرده بودند ولی به نحو نظام یافته به بررسی آن نپرداخته بودند. وونت و تیچنر تفاوت‌های فردی را بخشی از روان‌شناسی به حساب نمی‌آوردند.
گالتون از هوشی فوق‌العاده (بهره هوشیاش ۲۰۰ تخمین زده شده‌است) و اندوخته‌ای از اندیشه‌های بدیع برخوردار بود. معدودی از زمینه‌هایی که او مورد بررسی قرار داد عبارت‌اند از:
اثر انگشت (که نیروی پلیس از آن برای مقاصد شناسایی استفاده کرد)، مد، توزیع جغرافیایی زیبایی، وزنه‌برداری و کارایی عبادت. او همچنین صورت اولیه‌ای از چاپگر دور تایپ، وسیله‌ای برای بازکردن قفل‌ها و پیرامون بین را که به او امکان می‌داد به هنگام تماشای رژه از بالای سر جمعیت اوضاع را ببیند، ابداع کرد.
گالتون، کاشف انحصاری بودن اثر انگشت افراد و بینان‌گذار نخستین سیستم طبقه‌بندی آثار انگشت محسوب می‌شود؛ وی اعلام کرد که شانس شبیه بودن دو اثر انگشت ۱ به ۶۴ میلیارد است.

## مسافرت و کاوشگری
مسافرت و کاوشگری، توجه گالتون را به خود معطوف داشت. در سرتاسر آفریقا سفر کرد و گزارش سفرهای خود را منتشر ساخت، از انجمن سلطنتی جغرافیا، مدال گرفت.
در سال‌های ۱۸۵۰ بنا به گفته خود، به خاطر ازدواج و ضعف سلامتی، مسافرت را متوقف ساخت، اما علاقه‌مندی به کاوش را حفظ کرد و یک کتاب راهنما با نام هنر مسافرت نوشت.
هیئت‌های اعزامی برای سایر کاوشگران سازمان می‌داد و دربارهٔ زندگی در اردو برای سربازانی که به منظور وظایف در آن سوی دریاها آموزش می‌دیدند سخنرانی می‌کرد.

## کاوش در روان‌شناسی و نبوغ ارثی
بیقراری، این بار گالتون را به سوی هواشناسی و طراحی ابزارهایی برای ثبت اطلاعات مربوط به هوا هدایت کرد.
او یافته‌های خود را در کتابی خلاصه کرد که اولین تلاش برای جدول‌بندی الگوهای آب و هوایی در مقیاس بزرگ محسوب می‌شود.
وقتی که دایی زاده‌اش چارلز داروین، کتاب دربارهٔ منشأ انواع را منتشر ساخت، گالتون بلافاصله توجه خود را به این نظریه جدید معطوف ساخت. در ابتدا جنبه زیست شناختی تکامل او را به خود جذب کرد و او تأثیرات انتقال خون بین خرگوشها را مورد پژوهش قرار داد، تا مشخص سازد که آیا خصوصیات اکتسابی می‌توانند به ارث برسند یا نه.
اگرچه جنبه ژنتیکی نظریه تکامل مدت زیادی او را به خود علاقه‌مند نساخت، کاربردهای اجتماعی آن کار بعدی گالتون را هدایت کرد و نفوذ او را بر روان‌شناسی جدید رقم زد.
اولین کتاب مهم گالتون در روان‌شناسی، نبوغ ارثی بود که در ۱۸۶۹ منتشر شد.
وقتی که داروین این کتاب را خواند به گالتون نوشت که هرگز در تمام عمرش چیزی جالب تر یا اصیل‌تر از آن را نخوانده بود…!
گالتون در این کتاب سعی داشت نشان دهد که عظمت یا نبوغ فردی در خانواده‌ها به حدی رخ می‌دهد که نمی‌توان آن را صرفاً با تأثیرهای محیطی تبیین کرد. تز (اندیشه) او به اختصار این بود که مردان شایسته پسران شایسته دارند. (در آن زمان دختران، برای کسب شایستگی شانس اندکی داشتند مگر از طریق ازدواج با فردی مهم).
بیشتر مطالعات شرح‌حالی که گالتون در این کتاب گزارش کرده پژوهش‌هایی دربارهٔ اسلاف دانشمندان و فیزیکدانان با نفوذ بوده‌اند. داده‌های او نشان می‌دادند که هر فرد مشهوری نه فقط نبوغ کلی بلکه شکل خاصی از نبوغ را به ارث می‌برد. برای مثال، یک دانشمند بزرگ در خانواده‌ای متولد شده بود که از نظر علمی مقام والایی داشت.
هدف نهایی گالتون این بود که تولد افراد شایسته‌تر یا مناسب‌تر را تشویق و تولد افراد نامناسب را منع کند. برای کمک به رسیدن به این هدف، علم به نژادی را بنیان گذاشت. این علم با عواملی سر و کار دارد که ممکن است ویژگی‌های ارثی نژاد انسان را بهبود بخشند.
استدلال او این بود که همانند حیوان‌های اهلی، انسان‌ها را نیز می‌توان با انتخاب مصنوعی اصلاح کرد. اگر افراد با استعداد قابل ملاحظه انتخاب شوند و نسل بعد از نسل به جفت‌گیری بپردازند نژاد بسیار سرآمدی عاید خواهد شد.
او پیشنهاد کرد که برای انتخاب زنان و مردان استثنایی جهت تولید مثل انتخابی آزمون‌های هوش تهیه و تدوین شود و توصیه کرد به کسانی که نمره بالا می‌آورند برای ازدواج و بچه‌دار شدن مشوق‌های مالی داده شود. (خود گالتون فرزندی نداشت؛ برادرانش هم نداشتند. به ظاهر مشکل ژنتیکی بود).
گالتون در تلاش برای تأیید نظریه به نژادی خود مسائل مربوط به اندازه‌گیری آمار را دنبال کرد. در کتاب نبوغ ارثی، با دسته‌بندی مردان شایسته در نمونه خود به طبقاتی بر طبق فراوانی سطح توانایی آنان در جامعه آماری، مفاهیم آماری را در مسائل وراثتی به کار بست. داده‌های او نشان دادند که مردان شایسته در مقایسه با مردان متوسط از احتمال بیشتری برای داشتن پسران شایسته برخوردارند.
نمونه او ۹۷۷ مرد مشهور را شامل می‌شد که نسبت شایستگی آنان یک بر ۴۰۰۰ بود. براساس تصادف، انتظار می‌رفت که این گروه فقط یک خویشاوند برجسته داشته باشد؛ درعوض ۳۳۲ مورد از آن وجود داشت. احتمال شایستگی در بعضی خانواده‌ها به اندازه کافی بالا نبود که گالتون بتواند تأثیر محیط برتر، فرصت‌های آموزشی بهتر، یا مزایای اجتماعی تأمین شده برای فرزندان خانواده‌های شایسته‌ای را که او مطالعه کرد جدی تلقی کند. او استدلال می‌کرد که شایستگی یا فقدان آن تابعی از وراثت است نه فرصت.
گالتون کتاب‌های مردان انگلیسی اهل علم (۱۸۷۴)، وراثت طبیعی (۱۸۸۹) و بیش از ۳۰ مقاله دربارهٔ مسائل وراثت نوشت. در سال ۱۹۰۱ مجله بایومتریکا را شروع کرد، در سال ۱۹۰۴ آزمایشگاه به نژادی را در یونیورسیتی کالج لندن تأسیس کرد و سازمانی را برای ترغیب اندیشه اصلاح نژادی بنیان گذاشت.
پژوهش گالتون دربارهٔ تصویرسازی ذهنی اولین کاربرد وسیع پرسشنامه روانشناختی را مشخص می‌سازد. از آزمودنی‌ها خواسته می‌شد صحنه‌ای را، مانند میز صبحانه‌شان در همان روز، به خاطر بیاورند و سعی کنند تصویرهایی از آن را فرا بخوانند.
به آنان گفته می‌شد مشخص سازند که آیا این تصویرها محو هستند یا واضح، روشن هستند یا تیره، رنگی هستند یا بدون رنگ و الی آخر. گالتون از اینکه اولین گروه آزمودنی او، که علم آشنا بودند، اصلاً تصاویر واضحی را گزارش نکردند، شگفت‌زده شد! حتی بعضی از آنان مطمئن نبودند که گالتون دربارهٔ چه چیزی صحبت می‌کرد.
گالتون با استفاده از نمونه بزرگتری از جمعیت، گزارش‌هایی از تصاویر واضح و متمایزتری که مملو از رنگ و جزئیات بودند، به دست آورد. او یافت که تصاویر ذهنی زنان و کودکان عینی‌تر و با جزئیات بیشتری بودند. او مشخص کرد که تصویرسازی ذهنی، همانند بسیاری خصوصیات دیگر، به صورت بهنجار در جمعیت پراکنده‌است.
کار گالتون در مورد تصویرسازی ذهنی، مانند بسیاری از پژوهش‌های او، ریشه در تلاش او برای نشان دادن شباهت‌های ارثی داشت. او یافت که احتمال وجود تصاویر ذهنی مشابه بین خواهر و برادر بیشتر از افرادی است که با هم خویشاوند نیستند.